# Benedykt Piórowicz
Benedykt Piórowicz (ur. 3 maja 1893, zm. ?) – kapitan administracji (piechoty) Wojska Polskiego.

## Życiorys
W czasie I wojny światowej walczył jako porucznik w szeregach 129 Kurskiej Drużyny Piechoty Pospolitego Ruszenia (ros. 129-я пешая Курская дружина государственного ополчения) . Do Wojska Polskiego został przyjęty z byłej armii rosyjskiej.
Służył w 51 Pułku Piechoty Strzelców Kresowych. 3 maja 1922 został zweryfikowany w stopniu kapitana ze starszeństwem z 1 czerwca 1919 i 1826. lokatą w korpusie oficerów piechoty. Później został przeniesiony do 37 Pułku Piechoty w Kutnie. 5 maja 1924 został odkomenderowany na 8. pięciomiesięczny kurs doszkolenia młodszych oficerów piechoty w Chełmnie. W marcu 1930 został przeniesiony z 37 pp do Powiatowej Komendy Uzupełnień Modlin (22 grudnia 1933 przemianowana na PKU Płońsk) na stanowisko kierownika I referatu administracji rezerw. Od 1 września 1938, po przeprowadzonej reorganizacji, pełnił służbę w Komendzie Rejonu Uzupełnień Płońsk na stanowisku kierownika I referatu ewidencji.
Był żonaty z Bertą, z którą miał syna Zbigniewa Antoniego ps. „Zych” (ur. 8 grudnia 1924 w Kutnie), żołnierza Pułku AK „Baszta” w powstaniu warszawskim.

## Ordery i odznaczenia
- Krzyż Walecznych dwukrotnie[13]
- Srebrny Krzyż Zasługi – 29 października 1938 „za zasługi w służbie wojskowej”[14][15]
- Order Świętego Stanisława 3 stopnia z mieczami i kokardą – 20 stycznia 1917[1]

21 czerwca 1938 Komitet Krzyża i Medalu Niepodległości odrzucił wniosek o nadanie mu tego odznaczenia.